# Genetta bourloni
Espèce
Statut de conservation UICN

 VU  : Vulnérable
Genetta bourloni (Genette de Bourlon) est un mammifère carnivore de la famille des Viverridae qui se rencontre en Afrique de l'Ouest (Côte d'Ivoire, Ghana, Guinée, Liberia, Sierra Leone).
Son nom lui a été donné en référence à Philippe Bourlon, animalier au zoo de Vincennes.
Cette espèce a été déterminée aux regards d'analyses génétiques.

## Description
Genetta bourloni ressemble aux autres genettes mais avec des taches moins visibles.